# Kalki Koechlin

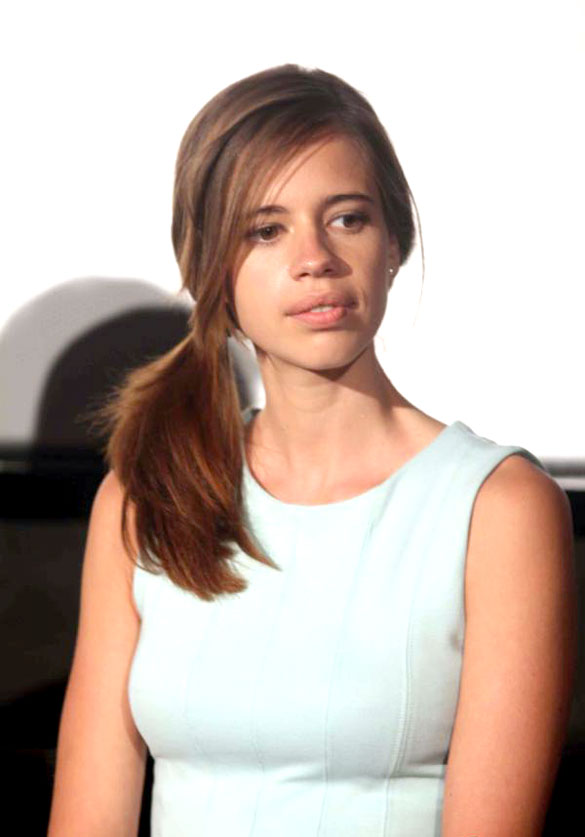
Kalki Koechlin (2012)

Kalki Koechlin (* 10. Januar 1984 in Pondicherry) ist eine französische Filmschauspielerin des Hindi-Films.

## Leben
Koechlin entstammt der elsässischen Familie Koechlin und ist in achter Generation eine Nachfahrin des DMC-Mitbegründers Samuel Koechlin (1719–1776). Ein Cousin ersten Grades ihres Ururgroßvaters Horace war der Komponist Charles Koechlin. Der Textil- und Eisenbahnunternehmer Nicolas Koechlin war ein Bruder ihres Ururururgroßvaters Daniel. Zu ihrer entfernteren Verwandtschaft zählt der Konstrukteur des Eiffelturms, Maurice Koechlin.
Ihre aus Frankreich stammenden Eltern Joel und Françoise ließen sich in den 70er Jahren als Anhänger der Sri-Aurobindo-Bewegung in Indien nieder. Koechlin wuchs in einem Dorf in der Nähe der Stadt Pondicherry in Südindien auf. Nach ihrer Grundschulzeit besuchte sie die Hebron School in Ooty. Danach reiste sie nach England, um dort Dramaturgie und Theater an der Goldsmiths, University of London zu studieren. Nachdem sie ihr Studium in London erfolgreich abgeschlossen hatte, reiste sie nach Mumbai. 2011 bis 2015 war sie mit dem Regisseur, Drehbuchautor und Filmproduzenten Anurag Kashyap verheiratet.
Koechlin setzt sich in Indien öffentlich für die Gleichstellung der Geschlechter und gegen Prostitution ein. Sie spricht Englisch, Hindi, Französisch und Tamil, die Sprache ihres Geburtsorts.

## Karriere

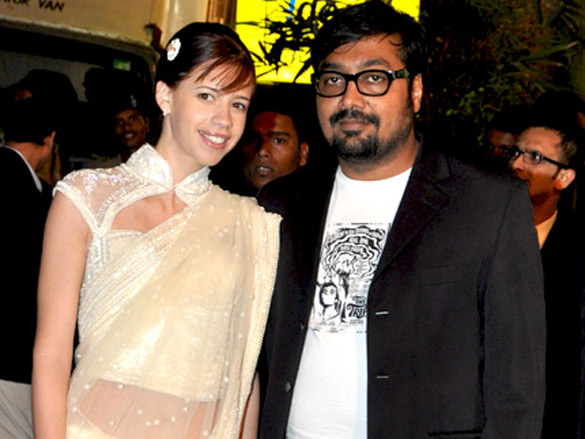
Kalki Koechlin mit Anurag Kashyap

In Mumbai wurde Koechlin zu einem Vorsprechen bei ihrem späteren Mann Anurag Kashyap zum Film Dev.D geladen und für die Rolle einer Prostituierten angenommen. Für ihre schauspielerische Leistung in diesem Film bekam sie von Zuschauern und Kritikern viel Lob. 18 Monate später wirkte sie in dem von Kashyap produzierten Film Shaitan mit, der ein kommerzieller Erfolg wurde. Zu dem Film That Girl in Yellow Boots schrieb sie selbst das Drehbuch und spielte die Hauptrolle. Inzwischen gehört sie zu den bekanntesten Schauspielerinnen in Indien.

## Auszeichnungen
- Filmfare Award 2010
  - als beste Nebendarstellerin in Dev D

- The Global Indian Film and TV Honours 2012
  - als beste Nebendarstellerin in Shaitan

- Tallinn Black Nights Film Festival 2014
  - als beste Darstellerin in Margarita, with a Straw

## Filmografie
- 2009: Dev.D
- 2010: I Am Afia Megha Abhimanyu Omar
- 2010: The Film Emotional Atyachar
- 2010: That Girl in Yellow Boots
- 2011: My Friend Pinto
- 2011: Trishna
- 2011: Man lebt nur einmal – Zindagi Na Milegi Dobara
- 2011: Shaitan
- 2012: Shanghai
- 2013: Lass dein Glück nicht ziehen
- 2013: Ek Thi Daayan
- 2014: The Thought of You (Kurzfilm)
- 2014: Happy Ending
- 2014: Margarita, with a Straw
- 2019: Der Pate von Bombay (Fernsehserie, 7 Folgen)